# Logan Square (Chicago)
Pour les articles homonymes, voir Logan Square.

Situation de Logan Square dans la ville de Chicago

Logan Square est l'un des 77 secteurs communautaires de la ville de Chicago aux États-Unis.